# TO-263

Voorkant van een TO-263AA behuizing

Achterkant van een TO-263AA behuizing

De Double Decawatt Package, D2PAK, DDPAK, SOT404, gestandaardiseerd als TO-263, is een surface-mount  halfgeleiderbehuizing ontworpen door Motorola. De TO-263 is vergelijkbaar met de TO-220  behuizing die bedoeld zijn voor een hoge vermogensdissipatie. Ze missen alleen het verlengde metalen lipje en montagegat. Zoals bij alle surface-mount behuizingen, zijn de pinnen op een D2PAK gebogen om tegen het PCB- oppervlak te liggen. De TO-263 behuizingen hebben vaak 3 pinnen maar zijn ook versies met meer of minder pinnen.

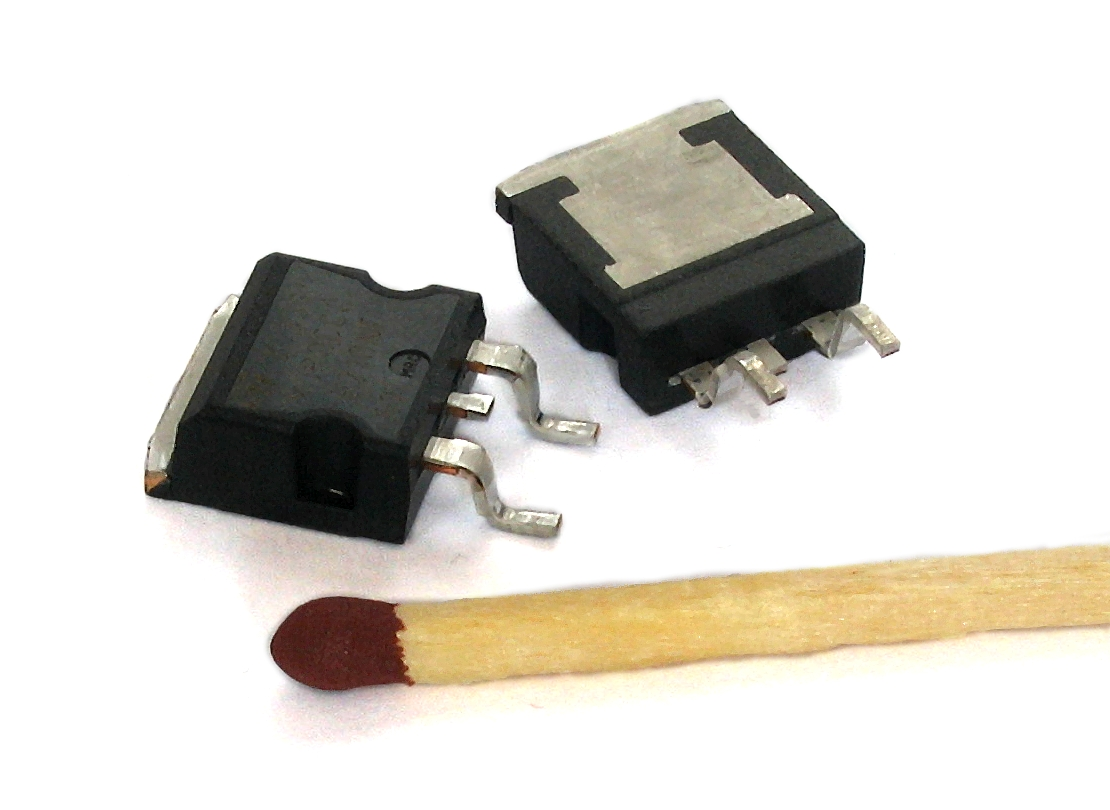
Een paar MOSFETs met de surface mount behuizing D2PAK.
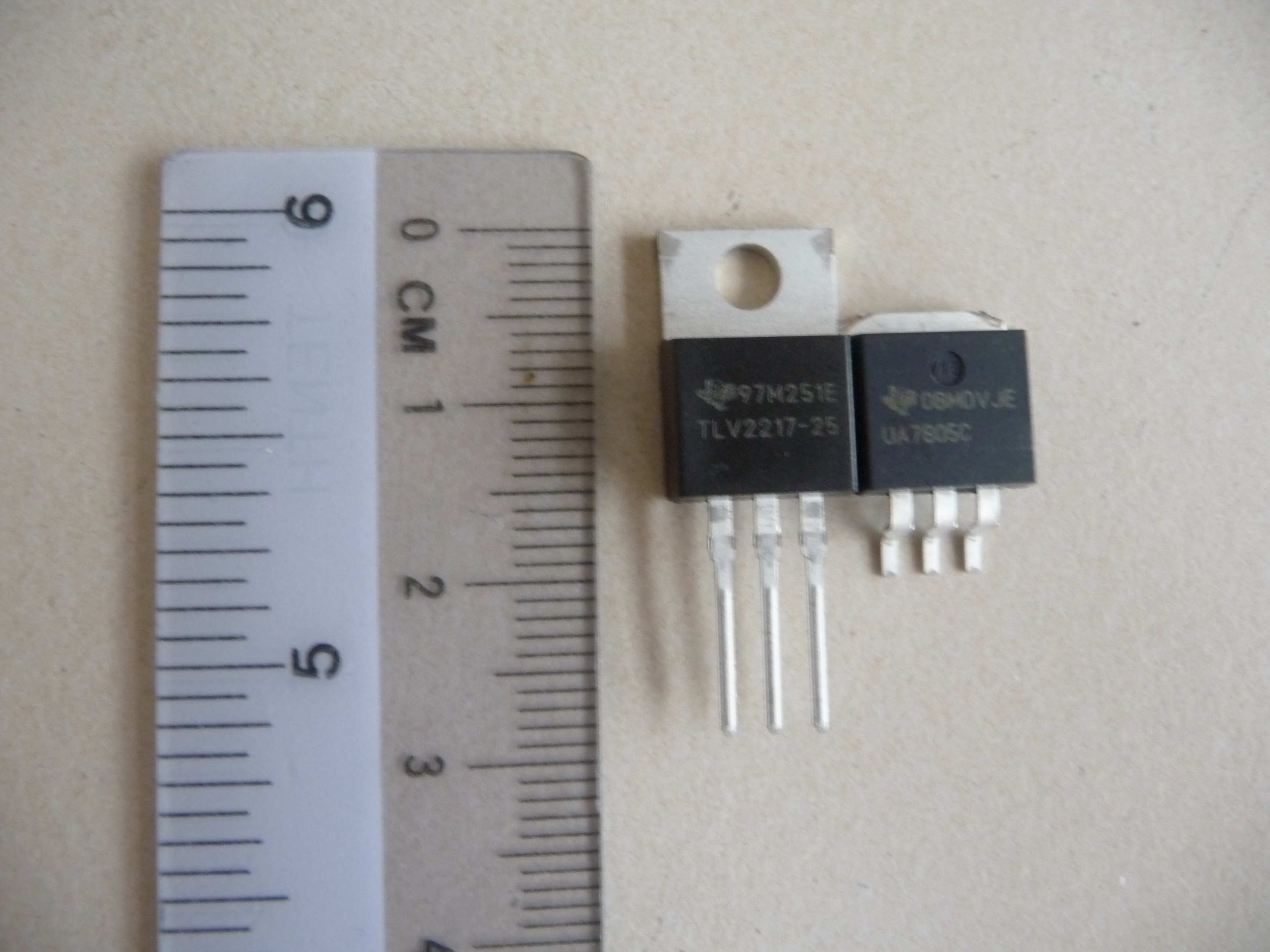
Een TO-220 behuizing vergeleken met een D2PAK behuizing.

## Afmetingen

Afmetingen TO-263AA in mm

## Varianten
Texas Instruments produceert ook een dunnere variant van de TO-263: De TO-263 THIN. Deze is in plaats van 4,5 mm 2mm hoog